# Miniaturschauanlage Klein-Vogtland

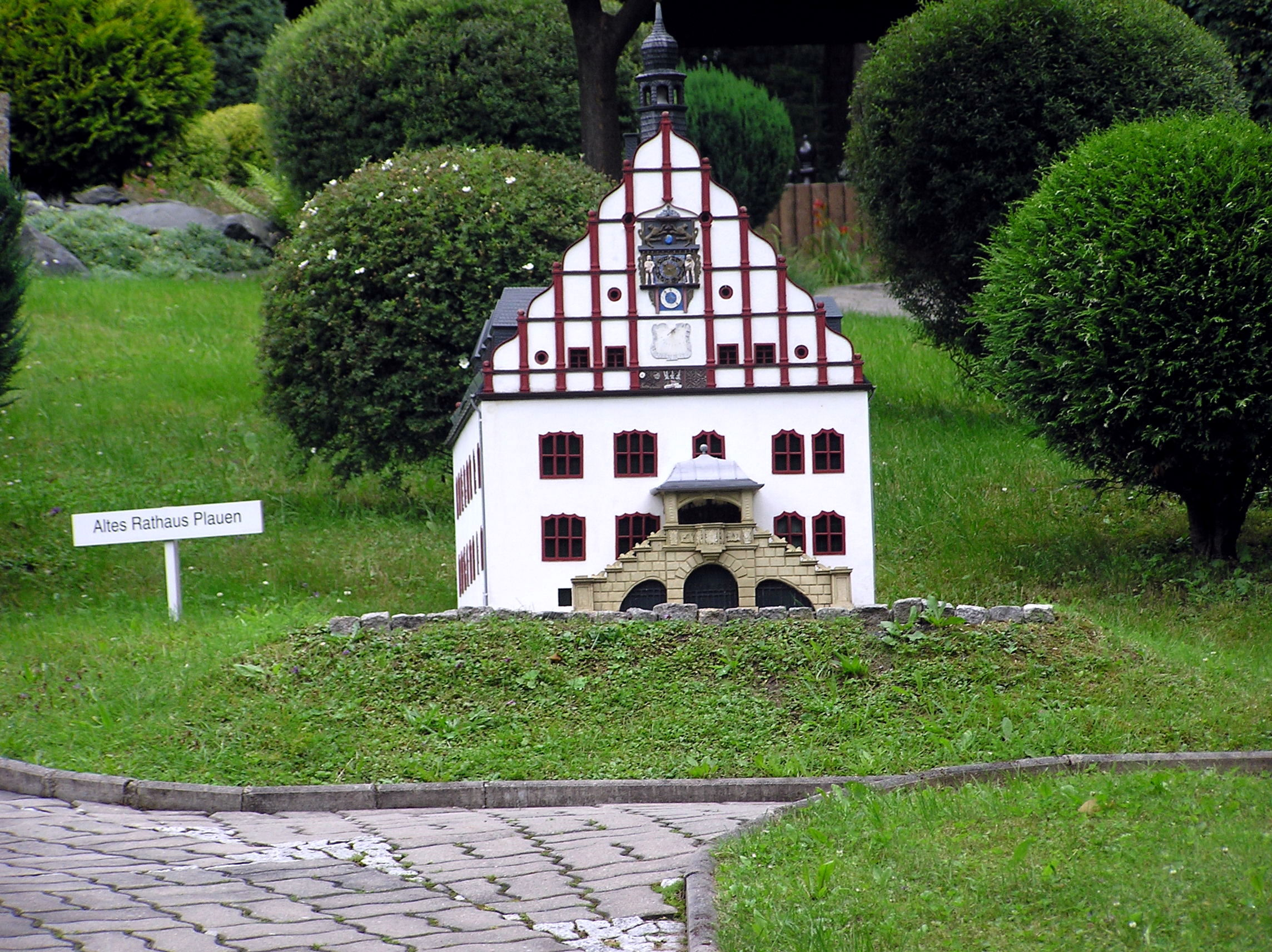
Modell des Plauener Rathauses

Die Miniaturschauanlage Klein-Vogtland ist eine Parkanlage in Adorf/Vogtl., in der originalgetreue Miniaturmodelle von Sehenswürdigkeiten des sächsischen Vogtlandes ausgestellt sind.
Die detailgetreuen Miniaturmodelle sind im Maßstab 1:25 oder 1:100 eingebettet in einen botanischen Garten. Zu den Sehenswürdigkeiten zählen beispielsweise das Eingangsgebäude zur Drachenhöhle und die Holländerwindmühle in Syrau sowie die Göltzschtalbrücke. Die Stadt Plauen ist durch ihr Altes Rathaus, die Johanniskirche und den Nonnenturm, einziger erhaltener Turm der Stadtmauer, repräsentiert. Die Bismarcksäule auf dem Kemmler ist ebenso vertreten wie der Aussichtsturm auf dem Kapellenberg.